# エボルタ電池鉄道
エボルタ電池鉄道（エボルタでんちてつどう）とは架空の鉄道会社の名称である。これはパナソニックによって行われる「エボルタチャレンジ2014」というイベントのために設けられた鉄道会社である。この鉄道会社は、アルカリ乾電池を動力源として電車を走らせようというもので、乾電池で走るという専用の車両も製造された。走る区間は廃線となった小坂製錬小坂線の区間であり、地元の子供を乗せて走る。

## 電車の運行
2014年11月2日12時45分、定員10人を含む総重量約1tの特殊段ボール製でEVOLTA単1型乾電池99本で動く電車が秋田県大館市にある、旧雪沢温泉駅付近を発車した。電車はパナソニックと秋田県立大学が共同開発し、電車そのものの重量は約400kgである。途中4か所に停車し、地元の小学生を乗せ、6km/hというゆっくりとした速度で走行し、約2時間後に約8.5km先の旧御成町踏切に到着、運行を終了した。